# London Chess Classic 2016
El London Chess Classic 2016 va ser un torneig d'escacs que va tenir lloc a Londres entre el 9 i el 18 de desembre de 2016. El torneig i el Grand Slam Tour fou guanyat per Wesley So després de fer taules contra Maxime Vachier-Lagrave i superant a Fabiano Caruana per mig punt a més de superar la barrera de 2.800 punts d'Elo Fide.
Paral·lelament al torneig principal, es dugué a terme altres activitats com la Pro-Biz Cup el 8 de desembre, les simltànies a càrrec de John Nunn el 13 de desembre i a càrrec de Jonathan Speelman amb 20 taulers el 15 de desembre.

## Classificació
|    | Jugador                | Elo  | 1 | 2 | 3 | 4 | 5 | 6 | 7 | 8 | 9 | 10 | Punts | Victòries | SB    | Pts Tour |
| -- | ---------------------- | ---- | - | - | - | - | - | - | - | - | - | -- | ----- | --------- | ----- | -------- |
| 1  | Wesley So              | 2794 | X | ½ | 1 | ½ | ½ | ½ | ½ | ½ | 1 | 1  | 6.0   | 3         | 25.75 | 13       |
| 2  | Fabiano Caruana        | 2823 | ½ | X | 1 | ½ | ½ | ½ | ½ | ½ | ½ | 1  | 5.5   | 2         | 23.75 | 10       |
| 3  | Hikaru Nakamura        | 2779 | 0 | 0 | X | 1 | ½ | ½ | 1 | ½ | ½ | 1  | 5.0   | 3         | 19.75 | 7        |
| 4  | Viswanathan Anand      | 2779 | ½ | ½ | 0 | X | ½ | ½ | 1 | ½ | ½ | 1  | 5.0   | 2         | 20.5  | 7        |
| 5  | Vladímir Kràmnik       | 2809 | ½ | ½ | ½ | ½ | X | ½ | ½ | ½ | ½ | 1  | 5.0   | 1         | 21.25 | 7        |
| 6  | Anish Giri             | 2771 | ½ | ½ | ½ | ½ | ½ | X | ½ | ½ | ½ | ½  | 4.5   | 0         | 20.25 | 5        |
| 7  | Maxime Vachier-Lagrave | 2804 | ½ | ½ | 0 | 0 | ½ | ½ | X | 1 | ½ | ½  | 4.0   | 1         | 17.5  | 3        |
| 8  | Levon Aronian          | 2785 | ½ | ½ | ½ | ½ | ½ | ½ | 0 | X | 1 | 0  | 4.0   | 1         | 19.5  | 3        |
| 9  | Michael Adams          | 2748 | 0 | ½ | ½ | ½ | ½ | ½ | ½ | 0 | X | 1  | 4.0   | 1         | 16.5  | 3        |
| 10 | Vesselín Topàlov       | 2760 | 0 | 0 | 0 | 0 | 0 | ½ | ½ | 1 | 0 | X  | 2.0   | 1         | 8.25  | 1        |